# Леоновщина (Ленинградская область)
Лео́новщина — деревня в Усадищенском сельском поселении Волховского района Ленинградской области.

## История
Деревня Левоновшина упоминается на карте Санкт-Петербургской губернии Ф. Ф. Шуберта 1834 года.

ЛЕОНОВШИНА — деревня принадлежит Казённому ведомству, число жителей по ревизии: 45 м. п., 50 ж. п. (1838 год)

Как деревня Левоновшина она отмечена на карте Ф. Ф. Шуберта 1844 года.

ЛЕОНОВЩИНА — деревня Ведомства государственного имущества, по просёлочной дороге, число дворов — 27, число душ — 42 м. п. (1856 год)

ЛЕОНОВЩИНА — деревня казённая при реке Елошне, число дворов — 28, число жителей: 58 м. п., 64 ж. п. (1862 год)

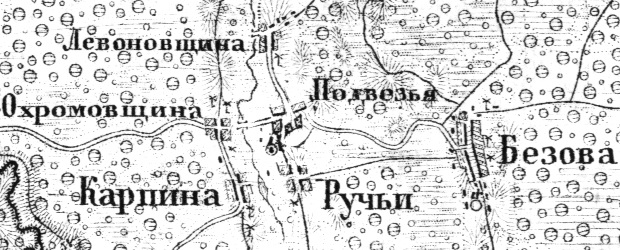
Деревня Леоновщина на карте Ф. Ф. Шуберта 1872 года

Согласно карте Ф. Ф. Шуберта 1872 года деревня называлась Левоновщина, на её южной окраине находилась ветряная мельница.
Сборник Центрального статистического комитета описывал её так:

ЛЕОНОВЩИНА (ЛЕОНОВШИНА) — деревня бывшая государственная при речке Елошне, дворов — 25, жителей — 128; Клеевой завод, кожевеный завод, ветряная мельница, лавка. (1885 год)

Согласно епархиальным сведениям 1899 года деревня относилась к приходу Преображенской церкви (ранее Усадище-Спасовской, Михайловского погоста) в селе Заболотье.
В конце XIX — начале XX века деревня административно относилась к Усадище-Спассовской (Усадищской) волости 2-го стана Новоладожского уезда Санкт-Петербургской губернии.
По данным «Памятной книжки Санкт-Петербургской губернии» за 1905 год деревня Леоновщина входила в состав Карпинского сельского общества.
Согласно военно-топографической карте Петроградской и Новгородской губерний издания 1915 года деревня называлась Левоновщина.
С 1917 по 1923 год деревня входила в состав Усадище-Спасовской волости Новоладожского уезда.
С 1923 года в составе Охрановщинского сельсовета Пролетарской волости Волховского уезда.
С 1924 года в составе Карпинского сельсовета.
Согласно данным переписи населения СССР 1926 года в деревне Леоновщина проживал 131 человек — все русские.
С 1927 года в составе Волховского района.
В 1928 году население деревни составляло 134 человека.
Согласно карте Ленинградской области Северо-западного аэрогеодезического треста ГГУ издания 1932 года деревня Леоновщина насчитывала 15 крестьянских дворов, к югу от деревни находились две ветряные мельницы, к северу — часовня.
По данным 1933 года деревня называлась Леоновщина и входила в состав Карпинского сельсовета Волховского района.
В 1958 году население деревни составляло 20 человек.
С 1960 года в составе Усадищенского сельсовета.
По данным 1966, 1973 и 1990 годов деревня Леоновщина также входила в состав Усадищенского сельсовета.
В 1997 году в деревне Леоновщина Усадищенской волости проживали 4 человека, в 2002 году — 3 человека (все русские).
В 2007 году в деревне Леоновщина Усадищенского СП — также 3 человека.

## География
Деревня расположена в южной части района на автодороге 41К-057 (Ульяшево — Подвязье — Мыслино).
Расстояние до административного центра поселения — 4 км.
Расстояние до ближайшей железнодорожной станции Мыслино — 6 км.
Деревня находится на правом берегу реки Елошня.

## Демография
| 1838 | 1862 | 1885 | 1997 | 2007 | 2010 | 2017 |
| ---- | ---- | ---- | ---- | ---- | ---- | ---- |
| 95   | ↗122 | ↗128 | ↘4   | ↘3   | →3   | ↘0   |

### Национальный состав
Согласно данным Всероссийской переписи населения 2021 года в деревне проживали 16 человек, из них:
 русские — 5, другие национальности — 11 человек, остальные национальность не указали.